# HD 2952
HD 2952 — звезда, которая находится в созвездии Кассиопея на расстоянии около 375 световых лет от нас. Вокруг звезды обращается, как минимум, одна планета.

## Характеристики
HD 2952 представляет собой оранжевый гигант 5,93 видимой звёздной величины; его можно наблюдать невооружённым глазом. Впервые в астрономической литературе упоминается в каталоге Генри Дрейпера, изданном в начале XX века. Масса и радиус звезды равны 2,54 и 12,02 солнечных соответственно. Температура поверхности звезды составляет около 4844 кельвина. Светимость HD 2952 превышает солнечную в 70,8 раз.

## Планетная система
В 2013 году японской группой астрономов, работающих со спектрографом HIDES, было объявлено об открытии планеты HD 2952 b в системе. Она представляет собой газовый гигант, превосходящий по массе Юпитер в 1,6 раз. Орбита планеты расположена на расстоянии 1,2 а.е. от родительской звезды. Открытие было совершено методом доплеровской спектроскопии.